# Carl Frederick Abel Pantin
Carl Frederick Abel Pantin (* 30. März 1899 in Blackheath (London); † 14. Januar 1967) war ein britischer Zoologe.

## Leben
Pantin studierte Zoologie und vergleichende Anatomie an der Universität Cambridge (Christ’s College). Danach war er sieben Jahre am Marine Biological Laboratory in Plymouth. 1929 wurde er Fellow des Trinity College in Cambridge. Dort wurde er Reader für Zoologie der Wirbellosen und 1939 Professor für Zoologie als Nachfolger von James Gray.
Er befasste sich vor allem mit der Physiologie von Wirbellosen, wobei er das jeweilige Tier in seiner natürlichen Umgebung betrachtete, einem ökologischen Zugang im Gegensatz zum damals vorherrschenden morphologischen Zugang. Seine einflussreichste Arbeit war über das Nervensystem der Seeanemone (1933). Er untersuchte auch unter anderem das Nervensystem von Krebstieren, Amöben-Bewegung, den Einfluss von Ionen auf Gewebe und Osmose-Regulation von Strudelwürmern.
Pantin war von 1958 bis 1960 Präsident der Linnean Society of London und erhielt 1964 die Linnean Medal. Von 1960 bis 1966 war er Präsident der Marine Biological Association. Von 1963 bis zu seinem Tod war er Chairman des Board of Trustees des Natural History Museum. Er war Ehrendoktor in Sao Paulo und Durham und war Ehrenmitglied der Royal Society of New Zealand und Ehren-Fellow des Christ’s College.
1937 wurde er Fellow der Royal Society, deren Royal Medal er 1950 erhielt für seine Beiträge zur Vergleichenden Physiologie der Wirbellosen, besonders für sein Werk zur Reizweiterleitung in Nerven bei Crustacea und Actinozoa (Laudatio).

## Schriften
- Notes on microscopical technique for zoologists, Cambridge UP 1946
- The relation between sciences, Cambridge UP 1968